# Simca Alvorada
Der Simca Alvorada war eine billigere Version des Simca Chambord Brazil, dem ersten Modell, das Simca do Brasil in Brasilien baute. Der Chambord Brazil war ein Oberklassefahrzeug und entsprach weitestgehend der französischen Ausgabe des Chambord auf Basis des Simca Vedette. Ab März 1959 wurde der Chambord Brazil mit vergrößertem Motor, 3-Gang-Getriebe mit Lenkradschaltung und zuerst aus importierten Teilen aus Frankreich gefertigt. Die Limousine wurde bis 1969 in verschiedenen Versionen und Formen (einschließlich des Alvorada) von Simcas brasilianischer Tochtergesellschaft in deren Werk São Bernardo do Campo, Brasilien produziert.

## Alvorada – der Name der Rache
Der Simca Alvorada war eine radikal abgespeckte Version des noblen Chambord Brazil und das Ergebnis einer Anordnung durch die brasilianische Regierung des Präsidenten Juscelino Kubitschek. Hierbei musste jeder Automobilhersteller in Brasilien eine kostengünstige Basisversion seiner jeweiligen Modellreihe anbieten. Die Idee, die dahinter steckte, war, so vielen Brasilianern wie möglich die Möglichkeit zu geben, ein Auto zu besitzen.
Dies war zwar eine willkommene Nachricht für Volkswagen, die mit dem VW Käfer leicht eine verbilligte Version, wie es sie bereits in Europa gab, anbieten konnte. Simca do Brasil jedoch hatte es in Brasilien, im Gegensatz zu Europa, geschafft, sich als Hersteller der Luxusklasse zu positionieren. Daher war man über die Pläne gar nicht erfreut und entschied sich nur widerwillig, eine Einstiegsversion des Chambord zu erstellen. Somit erschien, technisch gleich, 1963 eine abgespeckte Version mit nur zwei Farben als Option, Grau oder Gelb, ohne jeglichen Chrom und Verzierungen und einer sehr einfachen Inneneinrichtung. Als stiller Protest wurde dieser Wagen nach dem Präsidentenpalast in der Hauptstadt Brasília benannt: Palácio da Alvorada. Gebaut wurden nur 378 Exemplare und bereits 1965 wurde der Alvorada durch den noch mehr reduzierten Simca Profissional ersetzt.